# Hor-Aha
Pour les articles homonymes, voir Aha.
Hor-Âha (« Le Combattant » ou « l'Horus combattant »), ou plus simplement Âha, est le nom d'Horus du deuxième souverain de la Ire dynastie pendant la période thinite.

## Généalogie
Âha était souvent décrit comme le fils de son prédécesseur, le roi Narmer, et de la reine Neith-Hotep, notamment du fait que de nombreux sceaux et des étiquettes d'Âha ont été découverts dans la tombe royale de Nagada attribuée à Neith-Hotep. Si le lien entre Âha et Narmer n'est pas remis en cause, la position de Neith-Hotep a été rediscuté récemment après la découverte d'une inscription de Djer au Ouadi Ameyra dans la région du Sinaï dans laquelle le nom de Neith-Hotep est présent. Cela pourrait signifier que Neith-Hotep n'était non pas la grand-mère de Djer mais la régente au début de son règne, ce qui ferait d'elle plus probablement la reine principale de son prédécesseur. Ces hypothèses restent cependant à prouver.
Deux autres épouses sont possibles pour Âha :
- Beneryb, connue par une étiquette en ivoire sur laquelle son nom est inscrit à gauche du serekh d'Âha, elle serait enterrée dans le puits B14 à côté de la tombe du roi à Oumm el-Qa'ab[1],
- Khenthap, connue uniquement sur le fragment I du Caire de la pierre de Palerme en tant que mère de Djer, le successeur d'Âha[1].

Son successeur Djer pourrait être son fils, sa mère étant Khenthap, mais cela n'est pas certain : cette hypothèse a été formulée car la royauté égyptienne se transmettait prioritairement de père en fils.
|         |         |         |         |         |         |  |  | Nârmer |     |     |     |     |     |      |  |  |  |          |          |          |          |          |          |  |  |             |             |             |             |             |             |  |  |  |  |  |  |  |  |  |  |  |  |  |  |  |  |  |  |  |  |  |  |  |  |  |  |  |  |  |  |  |  |
|         |         |         |         |         |         |  |  |        |     |     |     |     |     |      |  |  |  |          |          |          |          |          |          |  |  |             |             |             |             |             |             |  |  |  |  |  |  |  |  |  |  |  |  |  |  |  |  |  |  |  |  |  |  |  |  |  |  |  |  |  |  |  |  |
|         |         |         |         |         |         |  |  |        |     |     |     |     |     |      |  |  |  |          |          |          |          |          |          |  |  |             |             |             |             |             |             |  |  |  |  |  |  |  |  |  |  |  |  |  |  |  |  |  |  |  |  |  |  |  |  |  |  |  |  |  |  |  |  |
| Benerib | Benerib | Benerib | Benerib | Benerib | Benerib |  |  | Âha    | Âha | Âha | Âha | Âha | Âha |      |  |  |  | Khenthap | Khenthap | Khenthap | Khenthap | Khenthap | Khenthap |  |  | Neith-Hotep | Neith-Hotep | Neith-Hotep | Neith-Hotep | Neith-Hotep | Neith-Hotep |  |  |  |  |  |  |  |  |  |  |  |  |  |  |  |  |  |  |  |  |  |  |  |  |  |  |  |  |  |  |  |  |
| Benerib | Benerib | Benerib | Benerib | Benerib | Benerib |  |  | Âha    | Âha | Âha | Âha | Âha | Âha |      |  |  |  | Khenthap | Khenthap | Khenthap | Khenthap | Khenthap | Khenthap |  |  | Neith-Hotep | Neith-Hotep | Neith-Hotep | Neith-Hotep | Neith-Hotep | Neith-Hotep |  |  |  |  |  |  |  |  |  |  |  |  |  |  |  |  |  |  |  |  |  |  |  |  |  |  |  |  |  |  |  |  |
|         |         |         |         |         |         |  |  |        |     |     |     |     |     |      |  |  |  |          |          |          |          |          |          |  |  |             |             |             |             |             |             |  |  |  |  |  |  |  |  |  |  |  |  |  |  |  |  |  |  |  |  |  |  |  |  |  |  |  |  |  |  |  |  |
|         |         |         |         |         |         |  |  |        |     |     |     |     |     | Djer |  |  |  |          |          |          |          |          |          |  |  |             |             |             |             |             |             |  |  |  |  |  |  |  |  |  |  |  |  |  |  |  |  |  |  |  |  |  |  |  |  |  |  |  |  |  |  |  |  |

## Attestations

### Attestations contemporaines
Âha est attesté par plusieurs documents :
- provenant d'Abydos :
  - la tombe du roi, constituée de trois puits B10/B15/B19, et la nécropole qui l'accompagne, dans lesquelles ont été trouvés plusieurs documents, dont des scellements de jarres, des étiquettes, des fragments de vaisselle en pierre[4],[5],
  - les fameux sceaux sur lesquels sont inscrits les noms des rois de Narmer à Den pour l'un et de Narmer à Ouadji pour l'autre et incluant tous les deux l'inscription « mère du roi Merneith » et découverts dans la tombe T de Den[6],
  - le fameux sceau mentionnant les huit rois de la Ire dynastie, de Narmer à Qâ, découvert dans la tombe Q de Qâ[6],
  - trois petits enclos funéraires du roi ont également été découverts aux côtés de ceux des autres rois de la dynastie à un kilomètre à l'est du cimetière royal, à la lisière du désert[3],
  - un vase en faïence émaillée dans le temple d'Osiris[7],
- provenant de la nécropole memphite :
  - un vase en calcite inscrit à son nom à Helwan[8],
  - de nombreux sceaux dans le mastaba S3357 dans la nécropole de l'élite à Saqqarah et daté de son règne[9], ainsi que des sceaux dans le mastaba S3036 dans la même nécropole et daté du règne de Den[10],
  - un vase cylindrique provenant de la nécropole de Saqqarah[11],
  - des sceaux dans les nécropoles d'Abou Rawash[12] et de Zaouiet el-Aryan[13],[14],[15],
- provenant de Nagada, plus précisément dans la tombe royale attribuée à la reine Neith-Hotep, trois étiquettes (dont l'une porte la mention Nebty-Men) et des sceaux au nom d'Âha[16],
- deux objets en marbre blanc inscrits[17],
- des vases de provenance inconnue, dont un en diorite porphyritique[18], un vase en calcite[19] et un grand vase cylindrique[20], faisant monter le nombre de récipients en pierre au nom d'Âha à vingt-et-un.

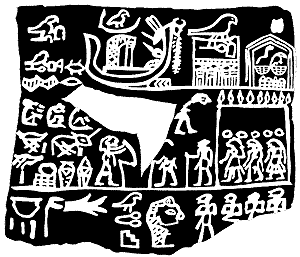
Étiquette découverte dans la tombe royale à Nagada et mentionnant le serekh d'Âha à côté d'une sorte de tente avec à l'intérieur un groupe hiéroglyphique transcrit Nebty-Men.
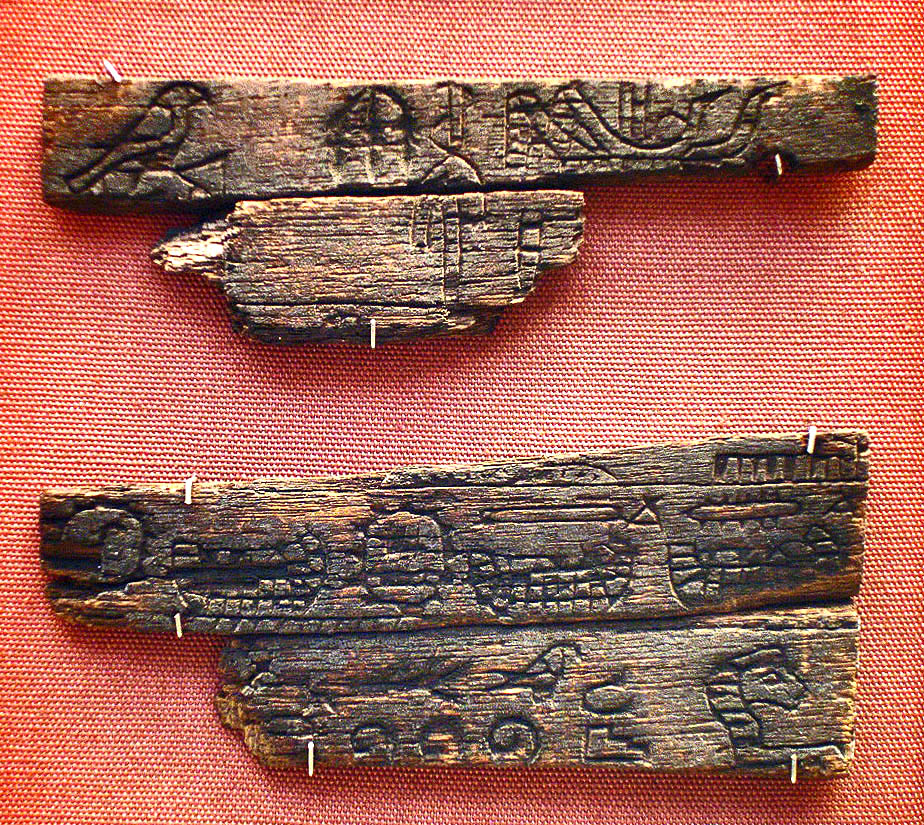
Étiquette d'Âha découverte dans les puits B18 et B19 dans la nécropole d'Oumm el-Qa'ab - British Museum, Londres (BM 35518).
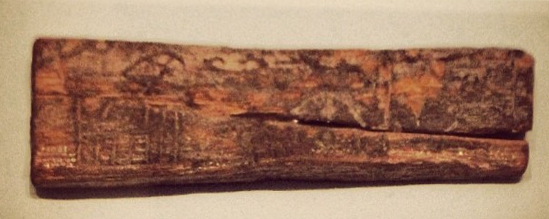
Étiquette d'Âha découverte dans la nécropole B d'Oumm el-Qa'ab - Ashmolean Museum, Oxford.
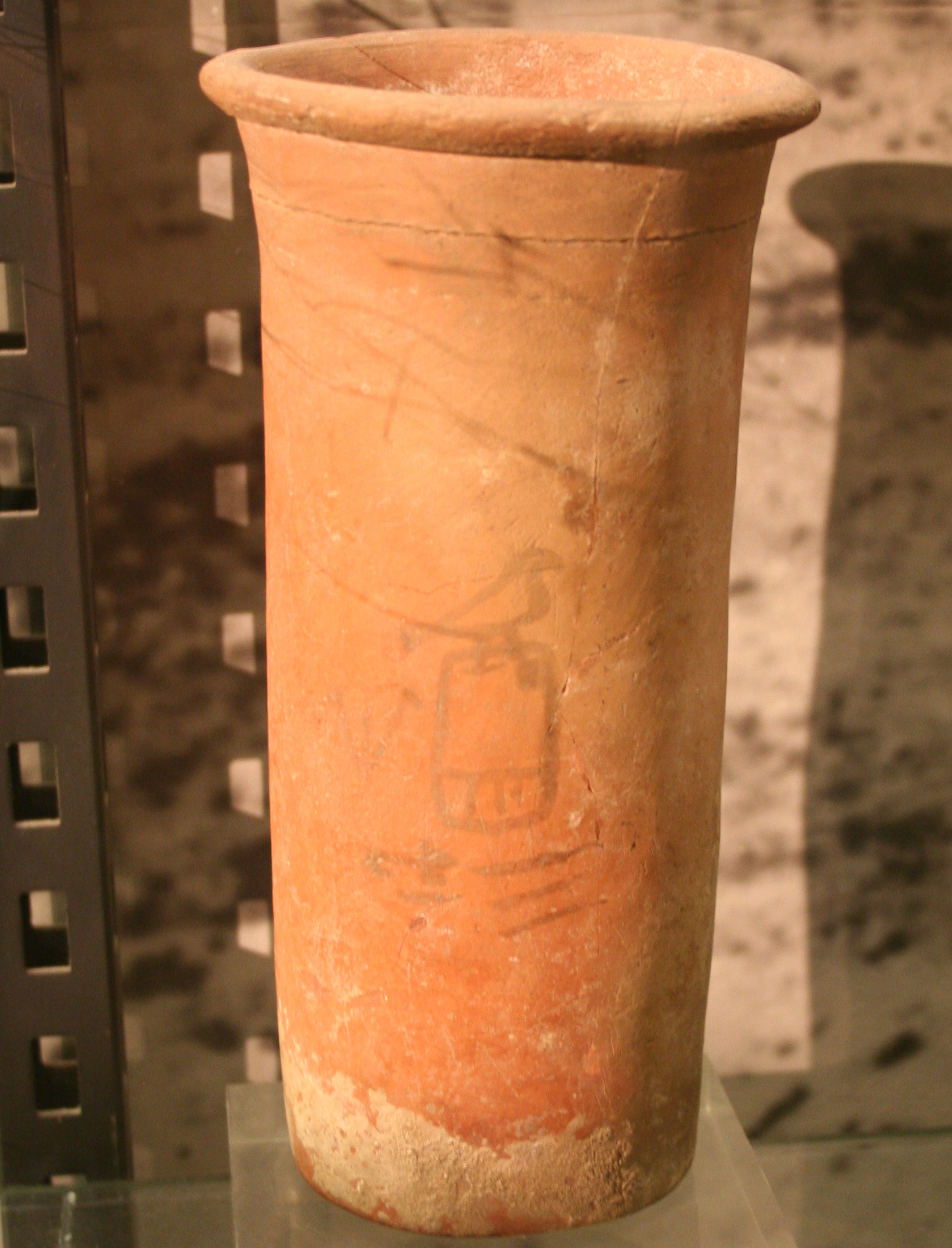
Vase cylindrique provenant de la nécropole de Saqqarah[11] - Musée Kestnergesellschaft, Hanovre.
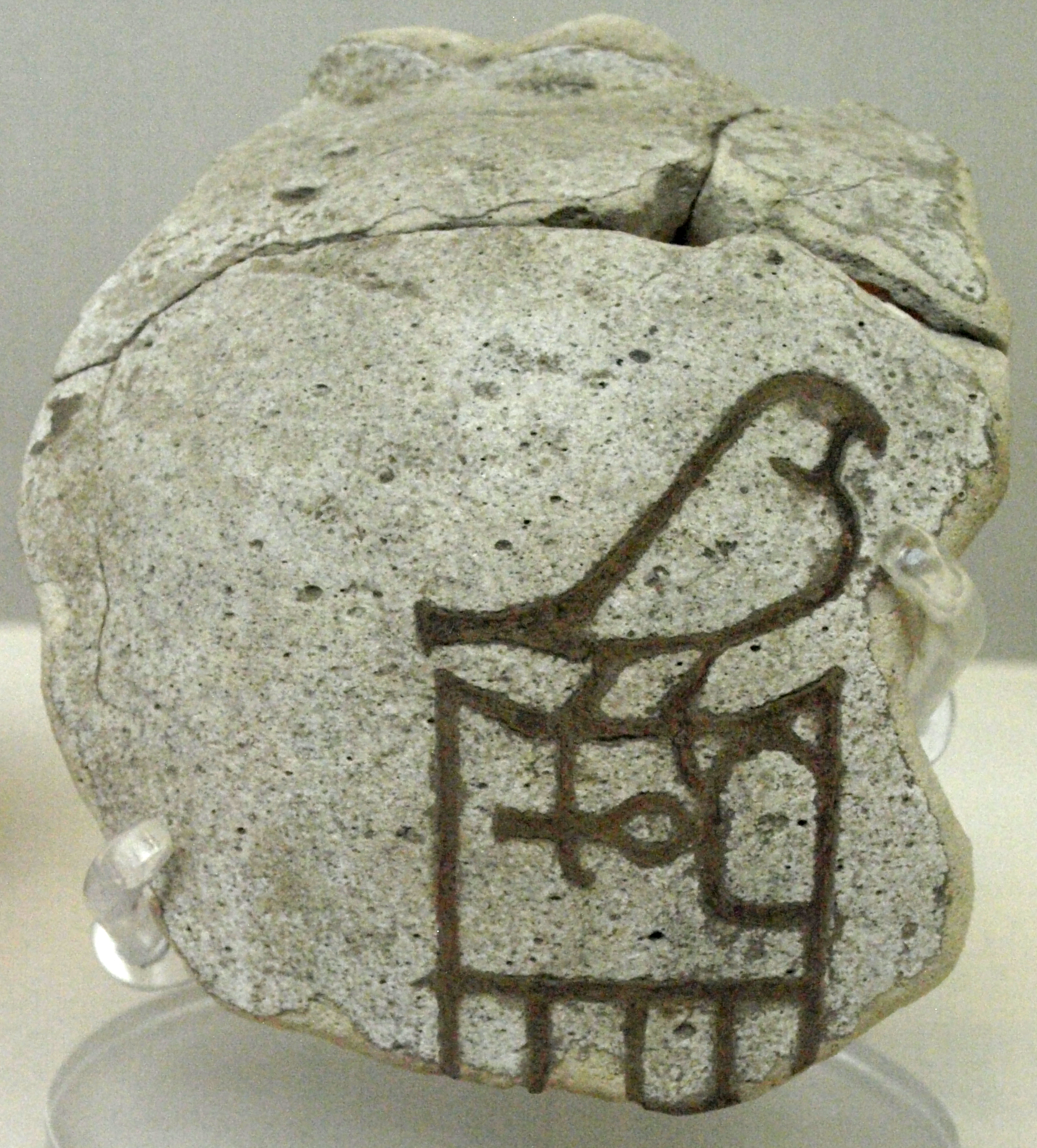
Vase en faïence émaillée découvert dans le temple d'Osiris à Abydos - British Museum, Londres (EA 38010).
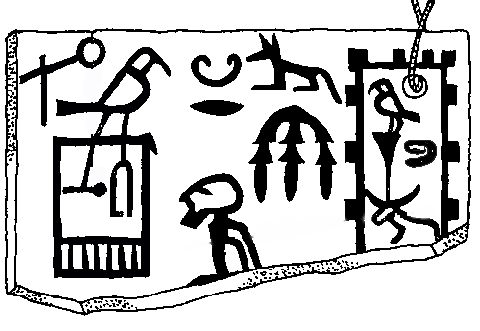
Étiquette d'ivoire d'Âha mentionnant sa victoire sur le peuple « Setjet utilisant des arcs » et sa visite au domaine « Horus s'épanouit avec le bétail »,  découverte dans le puits B18 dans la nécropole d'Oumm el-Qa'ab.
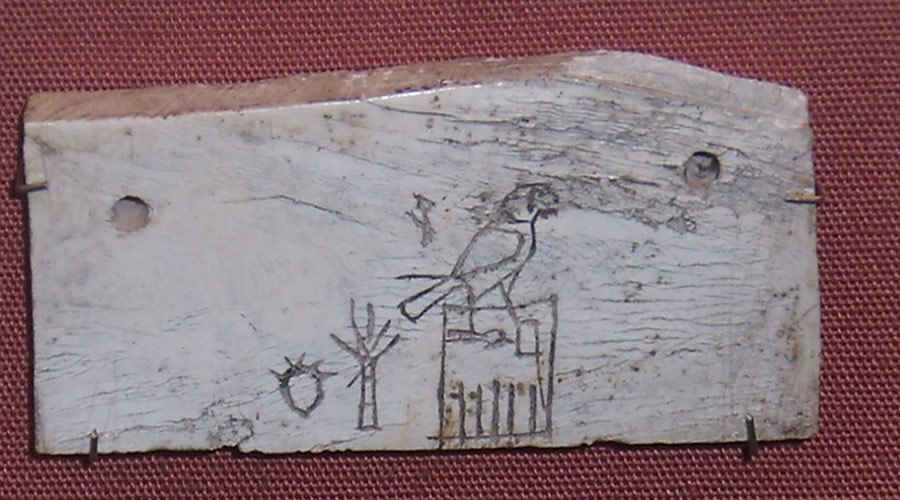
Étiquette mentionnant le roi et sa probable épouse Beneryb découverte dans la nécropole B d'Oumm el-Qa'ab - British Museum, Londres.
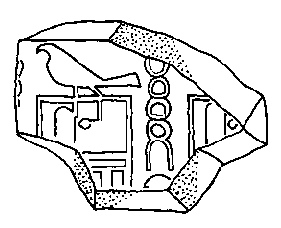
Empreinte de sceau d'Âha.

### Attestations ultérieures
Âha est attesté sur la pierre de Palerme, plus précisément sur le registre supérieur du fragment V du Caire et, pour la toute fin du règne, sur le fragment de Palerme :
 :
- - fragment V du Caire[22] :
  - « ... ; création (d'une statue) d'Anubis » (... ; mst Jnpw),
  - « ... le taureau (?) » (... t kȝ (?)),
  - « ... ; création (d'une statue) d'Anubis » (... ; mst Jnpw)*
- fragment de Palerme[23] :
  - « Suivants d'Horus ; création (d'une statue) d'Anubis » (Šms-Ḥr ; mst Jnpw),
  - « Six mois sept jours » (ȝbd 6 sw 7).

Le roi est également présent sur les listes royales ramessides sous un nom différent, le nom écrit étant corrompu par le temps :
- la liste royale d'Abydos, datée du règne de Séthi Ier (XIXe dynastie), dans laquelle le nom de Téti est inscrit à la deuxième position[24],
- le canon royal de Turin, daté de la XIXe dynastie, dans lequel le nom de Ity est inscrit à la douzième position de la troisième colonne[24].

Concernant les listes manéthoniennes, le deuxième roi de la dynastie est nommé Athôthis (Aθωθις) et aurait régné vingt-sept ans (selon la version d'Eusèbe de Césarée) ou cinquante-sept ans (selon la version d'Africanus).

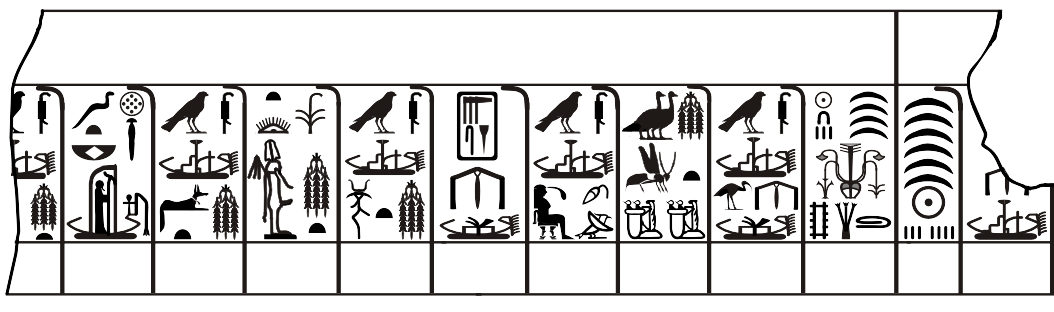
Dessin de l'inscription sur le fragment de Palerme, avec la fin du règne d'Âha à droite et le début du règne de Djer.
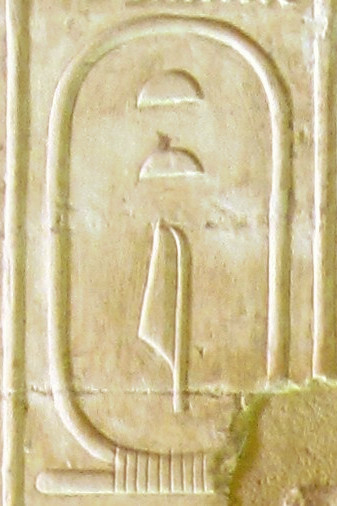
Cartouche de Téti dans la liste d'Abydos.

## Identification avecMénès
Le fondateur légendaire de la royauté égyptienne a été nommé Méni dans les sources du Nouvel Empire et Ménès dans les sources manéthoniennes. Or il est possible que deux groupes de hiéroglyphes sur deux documents contemporains forment le nom Men et attestent donc de l'origine de ce nom méni :
- une empreinte de sceau découverte à Abydos, sur laquelle le serekh de Narmer alterne avec le hiéroglyphe du plateau de jeu, se lisant men, et le complément phonétique n symbolisé par le hiéroglyphe de l'eau,
- une étiquette en ivoire découverte dans la tombe de Neith-Hotep à Nagada et sur laquelle sont inscrits le serekh d'Âha et, à l'intérieur de ce qu'il semble être un sanctuaire, les signes se lisant Nebty Men, la mention de Nebty pourrait en faire la plus ancienne attestation de ce titre, bien que cela ne soit pas certain[26].

Certains égyptologues ont attribué ce nom Men au roi Âha sur la base de l'étiquette, et ont ainsi fait de l'Athôthis manéthonien et le Téti ramesside un roi intermédiaire et non attesté par ailleurs ayant régné entre Âha et Djer. Cependant, les sceaux découverts dans la tombe de Den et celui découvert dans la tombe de Qâ et montrant la liste ordonnée des rois de la Ire dynastie, en commençant systématiquement par Narmer et passant directement de Âha à Djer, ont montré que, premièrement, aucun roi intermédiaire n'a régné entre Âha et Djer, et deuxièmement, ces rois considéraient Narmer comme le fondateur de la lignée. Enfin, l'empreinte de sceau découvert à Abydos et montrant alternativement le serekh de Narmer et le groupe de hiéroglyphes signifiant Men pointe vers un nom Men déjà contemporain du règne de Narmer. Cela signifierait que l'étiquette de Nagada mentionne deux rois, l'un mort (Narmer) sous son second nom, et l'autre vivant (Âha) sous son nom d'Horus.
Si les interprétations de ces deux documents restent fragiles, ces sceaux de listes royales montrent sans l'ombre d'un doute que Narmer était considéré comme une figure fondatrice par les rois qui lui sont immédiatement postérieurs, malgré le fait que les actions attribuées à Ménès par la tradition (unification de l'Égypte et fondation de Memphis) ont été un processus long, complexe, qui ont commencé avant le règne de Narmer (le nom de la ville de Memphis est attesté dès le règne du roi prédynastique Iry-Hor sur une inscription rupestre au Ouadi Ameyra, montrant que l'ouest du Delta a minima était contrôlé par ce roi d'Abydos) et ont continué après son règne (le plus ancien roi attesté dans la première nécropole d'élite du pays, nécropole installée à Saqqarah-Nord, est le roi Âha attesté dans la tombe S3357).

## Règne

### Durée du règne
On situe son règne à la fin du IVe millénaire ou au début du IIIe millénaire avant notre ère. Sa durée de règne est difficile à évoluer à partir des découvertes contemporaines. Les seules durées de règne connues sont celles des écrits manéthoniens qui donnent cinquante-sept ans, soit une durée surestimée, et vingt-sept ans, soit une durée possible mais improuvable.

### Activités intérieures

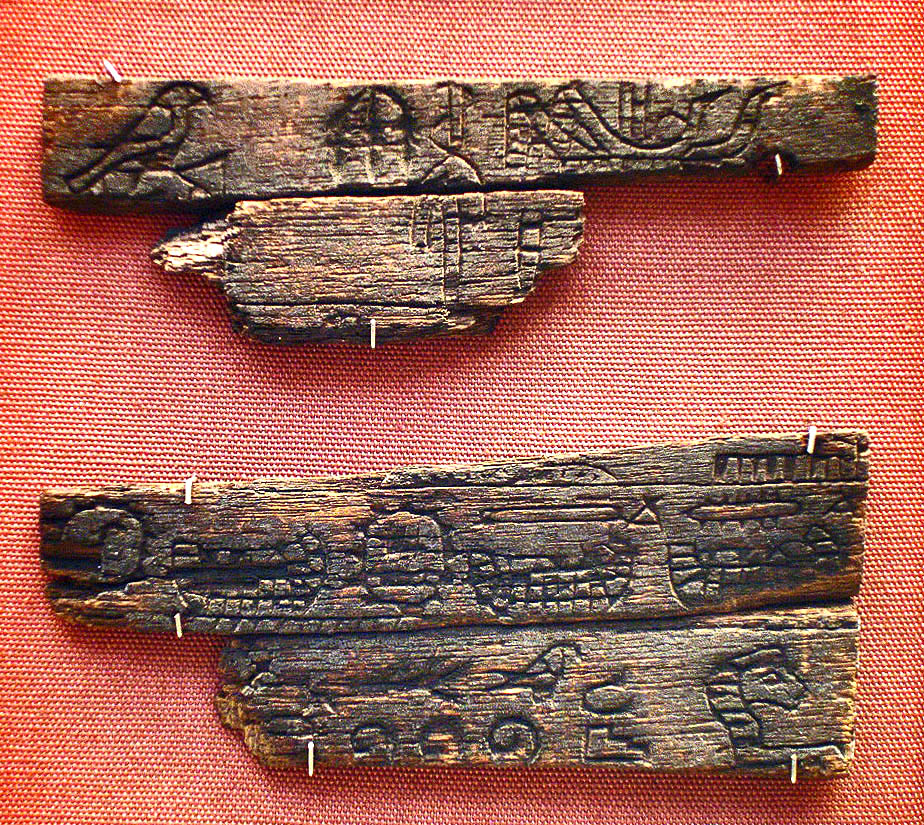
Fragment d'ébène d'Âha à propos de la visite du roi au temple de la déesse Neith à Saïs.

Âha semble avoir mené de nombreuses activités religieuses. La visite d'un sanctuaire de la déesse Neith est enregistrée sur plusieurs tablettes de son règne. Le sanctuaire de Neith qu'il a visité était situé au nord-ouest du delta du Nil à Saïs. De plus, la première représentation connue de la barque sacrée de Henou du dieu Sokaris a été trouvée gravée sur une tablette datant de son règne. Le plus ancien mastaba de la nécropole de l'élite de Memphis, au nord de Saqqarah, date de son règne. Le mastaba appartient à un membre de l'élite de l'administration qui aurait pu être un parent d'Âha, comme c'était la coutume à l'époque. C'est une indication forte de l'importance croissante de Memphis pendant le règne d'Âha. 
Les inscriptions sur les vases, les étiquettes et les sceaux des tombes d'Âhaa et de la reine Neith-Hotep suggérèrent que cette reine était morte pendant le règne d'Âha. Il l'aurait faite enterrer dans un magnifique mastaba fouillé par Jacques de Morgan. Le choix du cimetière de Nagada comme lieu de sépulture de Neith-Hotep est une forte indication qu'elle vient de cette province. Cela, à son tour, soutenant l'idée que Narmer aurait épousé un membre de l'ancienne lignée royale de Nagada pour renforcer la domination des rois thinites sur la région. Cependant, publiée en 2012, une inscription rupestre semble montrer que Neith-Hotep était en fait une reine régente au début du règne de Djer, successeur d'Âha. Par conséquent, les attestations d'Âha dans la tombe de Nagada ne fait que montrer que sa propriétaire était vivante pendant le règne de Djer. 
Il reste peu d'artefacts du règne d'Âha. Cependant, les têtes de haches de cuivre finement exécutées, les fragments de récipients en faïence, la boîte en ivoire et les marbres blancs inscrits témoignent de l'épanouissement de l'artisanat pendant l'époque du règne d'Âha. Âha réforme le système fiscal en organisant des prélèvements d’impôts. C’est sous son règne qu'on assiste au début de l’extension de l’écriture et à l’élaboration d’un calendrier.

### Activités hors d'Égypte
L'inscription sur une tablette d'ivoire d'Abydos suggère qu'Âha a mené une expédition contre les Nubiens. Sur une tablette, une année est explicitement appelée « l'Année de frappe de Ta-Sety (c'est-à-dire la Nubie) ».
Sous le règne d'Âha, le commerce avec le sud du Levant semble avoir été sur le déclin. Contrairement à son prédécesseur Narmer, Âha n'est pas attesté en dehors de la vallée du Nil. Cela peut indiquer un remplacement progressif du commerce à longue distance entre l'Égypte et ses voisins orientaux par une exploitation plus directe des ressources locales par les Égyptiens. L'analyse des fragments de vases d'un avant-poste égyptien à En-Besor suggère qu'il était actif sous le règne d'Âha. D'autres colonies égyptiennes sont connues pour avoir été actives à l'époque (Byblos et le long de la côte libanaise). Enfin, la tombe d'Âha a donné des fragments de vases du Levant méridional.

## Sépulture

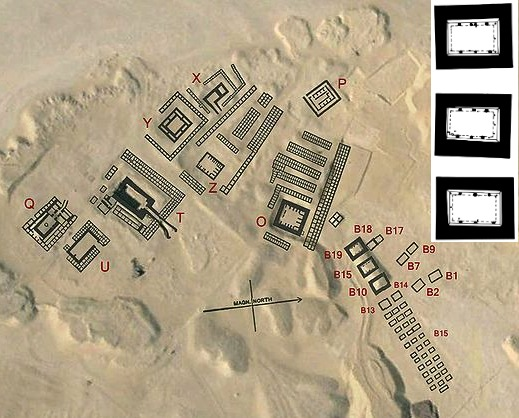
La tombe d'Âha comprend trois chambres numérotées B10, B15 et B19. B14 est peut-être la tombe de l'épouse d'Âha Beneryb.

Âha s'est fait enterrer dans son tombeau dans la nécropole d'Oumm el-Qa'ab à Abydos. Il comprend trois grandes salles (désignées B10, B15 et B19), qui sont directement adjacentes à la tombe de Narmer,. Les chambres sont rectangulaires, creusées directement dans le sol désertique, leurs murs sont revêtus de briques de terre. Les tombes de Narmer et Ka n'avaient que deux chambres adjacentes, tandis que la tombe d'Âha comprend trois chambres sensiblement plus grandes mais séparées. La raison de cette architecture est qu'il était difficile à l'époque de construire de grands plafonds au-dessus des chambres, car le bois pour ces structures devait souvent être importé de Palestine.
Une innovation frappante de la tombe d'Âha est que les membres de la famille royale et d'autres personnes ont été enterrés avec le pharaon, les premiers sacrifices connus en Égypte. Il n'est pas clair s'ils ont été tués ou se sont suicidés. Parmi ceux qui ont été enterrés, il y avait des domestiques, des nains, des femmes et même des chiens. Au total, trente-six sépultures subsidiaires ont été disposées en trois rangées parallèles au nord-est des chambres principales d'Âha. En symbole de la royauté, Âha a même reçu un groupe de jeunes lions.